# Patola-de-pés-azuis

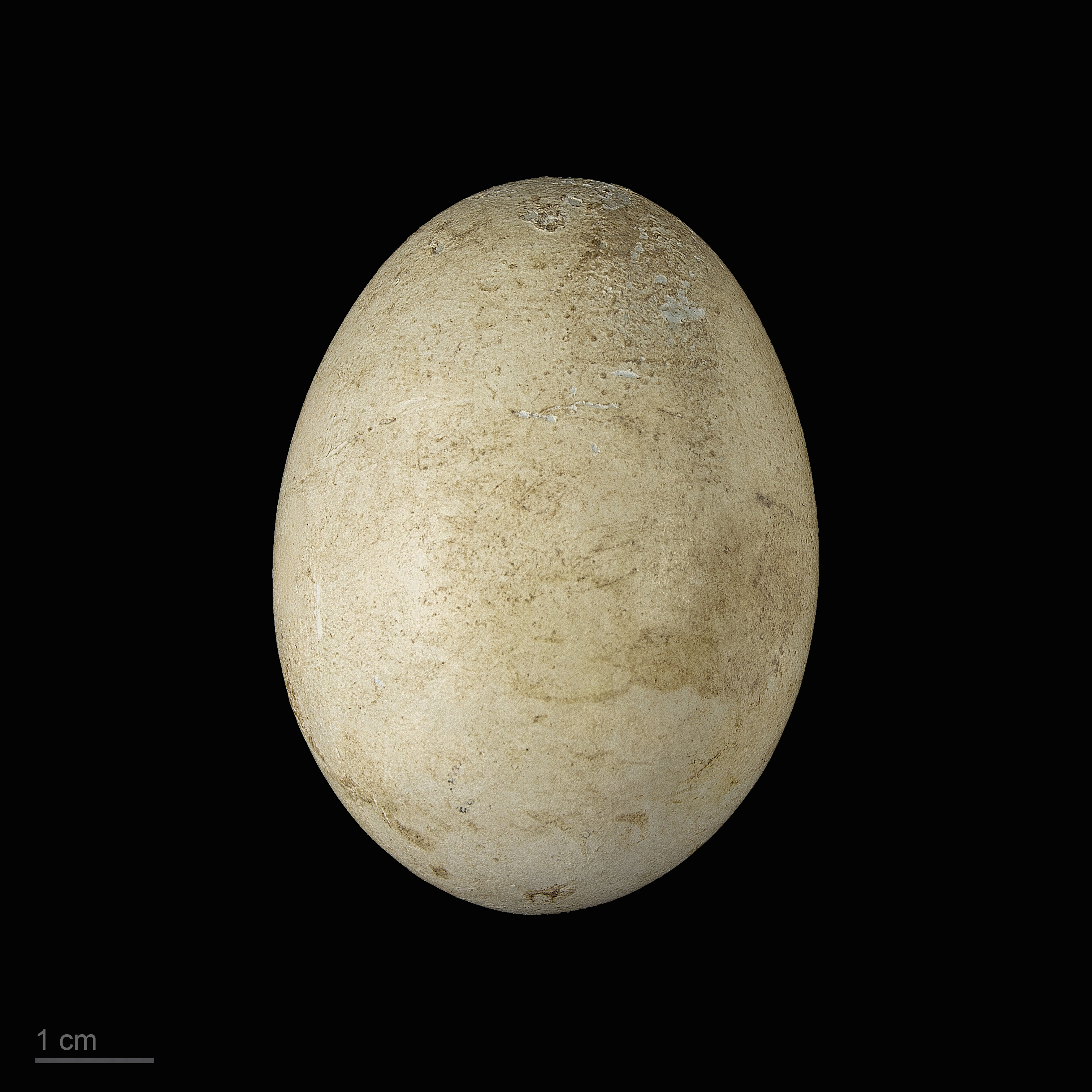
Sula nebouxii - MHNT

O patola-de-pés-azuis (Sula nebouxii), atobá-de-pés-azuis ou atobá-de-pé-azul é uma ave marinha nativa das regiões subtropicais e tropicais do leste do Oceano Pacífico. É uma das seis espécies do gênero Sula – conhecidas como atobás. É facilmente reconhecível por seus distintivos pés azuis brilhantes, que é uma característica sexualmente selecionada, sendo aves de porte médio, com bico e asas longas e pontiagudas, adaptadas para o voo rápido e a caça ágil. Os machos exibem seus pés em um elaborado ritual de acasalamento, levantando-os para cima e para baixo enquanto se pavoneiam diante da fêmea.

## Distribuição e habitat
Os habitats naturais de reprodução do atobá-de-pés-azuis são as ilhas tropicais e subtropicais do Oceano Pacífico. Pode ser encontrado desde o Golfo da Califórnia ao sul ao longo das costas ocidentais da América Central e do Sul até o Peru . Cerca de metade de todos os casais reprodutores nidificam nas Ilhas Galápagos.[3] A sua dieta consiste principalmente de peixes, que obtém mergulhando e às vezes nadando debaixo d'água em busca de suas presas, sendo conhecidos por serem ótimos caçadores. Às vezes caça sozinho, mas geralmente caça em grupos.

## Reprodução
O atobá-de-pés-azuis é monogâmico, embora tenha potencial para ser bígamo. É um criador oportunista, com o ciclo de reprodução ocorrendo a cada 8 a 9 meses. O namoro do atobá-de-pés-azuis consiste no macho exibindo seus pés azuis e dançando para impressionar a fêmea. O macho começa mostrando os pés, desfilando na frente da fêmea, a fêmea o acompanha e assobia, simbolizando a aprovação do parceiro. Em seguida, ele apresenta os materiais do ninho e finaliza o ritual de acasalamento com uma exibição final de seus pés, quanto mais azuis, mais atraentes. A dança também inclui "apontar para o céu", que envolve o macho apontando a cabeça e o bico para o céu, mantendo as asas e a cauda levantadas. 

O atobá-de-pés-azuis geralmente põe de um a três ovos por vez. A espécie pratica a eclosão assíncrona, em contraste com muitas outras espécies em que a incubação começa quando o último ovo é posto e todos os filhotes eclodem juntos. Isso resulta em uma desigualdade de crescimento e disparidade de tamanho entre irmãos, levando a fraternidade facultativa em tempos de escassez de alimentos.[5] Isso torna o atobá-de-pés-azuis um modelo importante para estudar o conflito entre pais e filhos e a rivalidade entre irmãos.

## Taxonomia
O atobá-de-pés-azuis foi descrito pelo naturalista francês Alphonse Milne-Edwards em 1882 sob o atual nome binomial Sula nebouxii . [6] O epíteto específico foi escolhido para homenagear o cirurgião, naturalista e explorador Adolphe-Simon Neboux (1806–1844). [7] Existem duas subespécies reconhecidas.[8]
• S. n. nebouxii Milne-Edwards, 1882 - costa do Pacífico da América do Sul e Central.
• S. n. excisa Todd , 1948 – Ilhas Galápagos.[9]
Seu parente mais próximo é o atobá peruano. As duas espécies provavelmente se separaram recentemente devido às suas características ecológicas e biológicas compartilhadas. [10] Um estudo de múltiplos genes de 2011 calculou que as duas espécies divergiram entre 1,1 e 0,8 milhões de anos atrás. [11]
O nome atobá vem da palavra espanhola bobo ("estúpido", "tolo" ou "palhaço") porque o atobá-de-pés-azuis é, como outras aves marinhas, desajeitado em terra. [3] Eles também são considerados tolos por sua aparente falta de medo dos humanos. [2]
1. ↑  «IUCN red list Patola-de-pés-azuis». Lista Vermelha da IUCN. Consultado em 18 de março de 2022
2. ↑  «Hamerkop, Shoebill, pelicans, boobies & cormorants». IOC World Bird List (v 6.4) (em inglês). Consultado em 23 de dezembro de 2016